# Окопник лекарственный
Око́пник лека́рственный (лат. Sýmphytum officinále) — многолетнее травянистое растение; вид рода Окопник семейства Бурачниковые (Boraginaceae).

## Название
Научное родовое название Symphytum происходит от др.-греч. συμφυω (symphyo), означающего сращивать или соединять и отражающего лекарственные свойства растения способствовать заживлению переломов.
Русскоязычное родовое название Окопник отражает способность растения произрастать на заброшенных участках земли, вдоль канав.
Видовой эпитет officinale образован от лат. officīna — фармацевтический, аптечный, лекарственный.
В литературе на русском языке встречаются другие названия растения: адамова голова, белопузик, бурачник, вик-трава, вил-трава, вислоух, гавяс, живикость, живокесень, живокист, живокист водяной, живокисть, жив о сток, жиловник, жилокость, крась розовый, лодышник, лошаково ухо, окопник, правокист, просяная волоть, расстрел, сальный корень, сальник, сальница аптекарская, свербигуз, сломигнат, трупа, язык воловий; виз-трава, жирный корень, костолом, огуречная трава.
Что касается часто использовавшегося в XIX веке названия «живокость» по отношению к окопнику, то позднее это название стало применяться к другому роду растений (Delphinium) из семейства Лютиковые.

## Ботаническое описание[5][6]
Многолетнее травянистое растение до 1 м высотой.
Корни чёрно-бурые длинные ветвистые, отходят от короткого короткого корневища, имеющего терпко-липкий вкус.
Стебель прямостоячий, одиночный, толстый, ветвистый, покрытый жёсткими волосками. За счет длинно низбегающих листьев — крылатый. В верхней части густо щетинисто-мохнатый.
Листья многочисленные, очерёдные, продолговато-ланцетные, черешки длинные, крылатые, верхние листья — сидячие, часто с волнистым краем. Размер 10-15 см в длину и 3-5 см шириной. Поверхность шероховатая от щетинистых волосков.
Цветки фиолетовые и бледно-розовые, собраны в густые завитки, образующие метельчатое соцветие на верхушке стебля. В начале цветения завитки поникшие, затем выпрямляются и вытягиваются в односторонние безлистные кисти. Чашечка с заостренными долями. Венчик трубчато-колокольчатый, длиной 1-1,5 см, отгиб овальный с широкими треугольными лопастями. Столбик рыльца маловыставляющийся или короче венчика. Цветёт в средней полосе России с мая по октябрь. Формула цветка: {\displaystyle \ast K_{(5)}\;C_{(5)}\;A_{5}\;G_{({\underline {2}})}}.
Плоды гладкие, блестящие, черные, сухие, распадающиеся на 4 орешка.

## Распространение и экология[5][6]
Общий ареал охватывает Центральную Европу. Распространён в степной и лесной зонах Европейской части России (кроме Крайнего Севера), на Кавказе, в Западной Сибири, Средней Азии, Восточном Казахстане, Карпатах. Вид включен в ботанический атлас растений Ленинградской области.
Растёт по сырым лугам, зарослям кустарников, около канав, ручьёв, на торфяно-минеральных почвах.

## Химический состав
В корнях окопника содержатся алкалоиды лизиокарпин и циноглоссин, дубильные вещества, гликозиды, слизи, камеди, смолы, эфирное масло, аллантоин.

## Значение и применение
Медоносные пчёлы берут с цветков окопника лекарственного нектар. В Ленинградской области продуктивность мёда 79—181 кг/га. Продуктивность нектара 1 цветком в Михайловском районе в 1985 г. составила 1,350 мг, а мёдопродуктивность — 300—400 кг/га.
Листья идут на салаты и супы. Окопник лекарственный изучается как овощное и кормовое растение (в очень больших дозах вредно).
Подземные органы дают красное окрашивание.
В летнее время поедается европейским лосем (Alces alces Linnaeus).

### Использование в медицине
Лекарственным сырьём является корень, который выкапывают осенью.
Лекарственные средства из окопника лекарственного обладают вяжущим, противовоспалительным, противомикробным, обволакивающим, кровоостанавливающим действием.
Отвар корней повышает тонус, улучшает аппетит, применяется при колитах, поносах, желудочных и кишечных кровотечениях.
Слизистый отвар и настой свежих корней рекомендуются при злокачественных новообразованиях различной локализации, уменьшают боль и воспаление.
Экстракт окопника смягчает, лечит кожу, вызывает быстрое восстановление клеток, способствует быстрому увлажнению кожи, придавая ей здоровый вид, применяется в составе ароматических масел для ванн. Отвар используется для ухода за сухой и обезвоженной, крупнопористой кожей, при трещинах на коже, а также для ухода за волосами, в том числе при гнездовой плешивости.
| |  |  |  |  |  |
| Слева направо: часть стебля, жилкование (адаксиальная и абаксиальная стороны), соцветие, цветок, плод и семя |  |  |  |  |  |

## Классификация

### Таксономия[13]
Symphytum officinale L., 1753, Sp. Pl. : 136
Вид Окопник лекарственный относится к роду Окопник (Symphytum) семейства Бурачниковые (Boraginaceae) порядка Бурачникоцветные (Boraginales). Кладограмма в соответствии с Системой APG IV по состоянию на июнь 2023 года:
|  |                                      |  |                                   | порядок Бурачникоцветные |  | семейство Бурачниковые - 153 ботанических рода |  | род Окопник - 36 подтвержденных видов |  | Окопник лекарственный |
|  |                                      |  |                                   | порядок Бурачникоцветные |  | семейство Бурачниковые - 153 ботанических рода |  | род Окопник - 36 подтвержденных видов |  | Окопник лекарственный |
|  | отдел Цветковые, или Покрытосеменные |  |                                   |                          |  |                                                |  |                                       |  |                       |
|  |                                      |  |                                   |                          |  |                                                |  |                                       |  |                       |
|  |                                      |  | ещё 63 порядка цветковых растений |                          |  |                                                |  |                                       |  |                       |
|  |                                      |  |                                   |                          |  |                                                |  |                                       |  |                       |

### Внутривидовые таксоны
Symphytum officinale subsp. uliginosum (A.Kern.) Nyman

### Синонимы
- Consolida major  Garsault
- Consolida major  Gilib.
- Symphytum album  hort. ex Steud.
- Symphytum ambiguum  Pau.
- Symphytum besseri  Zaver.
- Symphytum bohemicum  F.W.Schmidt
- Symphytum commune  Faegri
- Symphytum consolida  Gueldenst.
- Symphytum elatum  Tausch
- Symphytum majus  Bubani
- Symphytum microcalyx  Opiz
- Symphytum molle  Janka
- Symphytum patens  Sibth.
- Symphytum peregrinum  Ledeb.
- Symphytum rakosiense  (Soó) Pénzes
- Symphytum stenophyllum  Beck